# Cantone di Bagnolet
Il Cantone di Bagnolet è una divisione amministrativa dell'arrondissement di Bobigny.
A seguito della riforma complessiva dei cantoni del 2014 è passato da 1 a 3 comuni.

## Composizione
Prima della riforma del 2014 comprendeva il solo comune di Bagnolet.
Dal 2015 comprende i comuni di:
- Bagnolet
- Les Lilas
- Romainville